# Джинн без пляшки
Джинн без пляшки (англ. Wishman) — американська комедія 1992 року.

## Сюжет
Бейзі - чоловік, який збирає сміття і намагається зробити щось з нього. Він також закоханий в Лілі, з якою він ніколи не говорив, але вітається кожен день. Одного разу Бейзі зустрічає людину в шароварах і чалмі. Це джин, який шукає свою пляшку. Заради неї він готовий виконати будь-які три бажання Бейзі.

## У ролях
| Актор            | Роль                  |
| ---------------- | --------------------- |
| Пол Ле Мет       | Бейзі                 |
| Джефрі Льюїс     | Джин                  |
| Пол Глісон       | Сільверштейн          |
| Квін Кесслер     | Лілі Ендон            |
| Ненсі Парсонс    | міс Кребб             |
| Брайон Джеймс    | Джек Роуз             |
| Гейлард Сартейн  | доктор Ейб Роджерс    |
| Ліз Шерідан      | місіс Фінгер          |
| Майкл Д. Робертс | Тед Тейлор            |
| Ренс Говард      | детектив Стерджіс     |
| Карл Страно      | доктор Карп           |
| Денніс Берклі    | стукач Макс           |
| Майкл Адлер      | куратор Беском        |
| Тоні Амендола    | Гроднік               |
| Роберт Гарві     | середній поліцейський |
| Ева Хессе        | французька покоївка   |
| Лінда Л. Ренд    | масажистка            |
| Роберт Аксельрод | Мердок                |
| Марк Фелан       | Клерк                 |
| Джеймі Бозіан    | «Дік» Булі            |